# Кардинал (рыба)
Кардинал (лат. Tanichthys albonubes) — лучепёрая рыба семейства карповых.

## Наименования
Название «Кардинал» было выбрано и использовано торговцами живностью в качестве условной или обманчивой торгово-коммерческой марки (для лучшей продаваемости в сравнении с уже популярными и известными видами).[страница не указана 4943 дня] В русскую словесность наименование попало при переводах книг по аквариумистике с немецкого.
Видовое название (лат. albа nubes) дословно переводится — «белые облака», по месту их обнаружения в Китае. В английском и китайском варианте рыбки так и названы: «гольян гор белых облаков».
Младший синоним для Tanichthys albonubes — Aphyocypris pooni (Herre, 1939), был дан цветовой вариации данных рыбок.

## История
Предполагаемый вид разновидностей гольяна из семейства карповых был обнаружен лидером молодёжного пионерского движения Китая, Таном — дальним родственником Тан Мэн Йо, в быстротекущих холодных речках гор белых облаков (кит. 白雲山) в районе Гуандуна, в 1930 году, которые несколько отличались от известных в систематике рыб близкого рода и семейства. Рыбок определили под новым общим систематическим наименованием — Tanichthys («Тановые» или «рыбы Тана»). Конкретный вид был записан под своим научным именем — albonubes, которое происходит от латинского словосочетания лат. alba nubes и означает — «белые облака».
Своеобразные неприхотливые рыбки, не требующие повышенной температуры воды при аквариумном содержании как это необходимо для тропических разновидностей, стали популярными домашними животными и начали продаваться под различными торговыми марками и с разным наименованием во всём мире: их называли контонский или китайский данио, ложный неон и кардинал. В самом Китае этих рыбок знают как кит. 唐魚 (танг ю — «рыбка Тана»), кит. 廣東細鯽 (гуангдонг ксиджи — «гуандунский гольян») или кит. 潘氏細鯽 (панщи ксиджи — «великолепный гольян»), а также — «гольян горы белых облаков».

## Ареал
В природе уже не населяют ручьи с быстрым течением на юге Китая. После обнаружения в 1930 году и при активном отлове для аквариумного содержания, рыбки — в прежних местах обитания, полностью истреблены.

## Описание
Размер до 4 см. Тело вытянуто в длину, стройное, немного уплощено с боков в передней части. Рот верхний. Спина темно-коричневая с зеленоватым отливом, бока коричневые, брюхо серебристо-белое. По особенностям окраски кардинал сходен с неоном.
У мальков при достижении длины 4—5 мм на боку появляются блестящая голубая полоса, которая исчезает по достижении половой зрелости (то есть при длине рыбы 2—3 см). Эта аквариумная рыба очень подвижна и неприхотлива.
Половой диморфизм выражен слабо, самец стройнее самки.

## Нерест
Преднерестовое поведение (в искусственных условиях) выражается в разделении территории аквариума самцами. Привлечённая самцом самка откладывает икру.
Плодовитость на нерест мала, нерест растянутый. Уход за потомством (как у всех карповых) отсутствует.